# Pristava, Borovnica
Pristava je naselje v Občini Borovnica.